# کاردینال ریشلیو (فیلم)
کاردینال ریشلیو (انگلیسی: Cardinal Richelieu) فیلمی در ژانر درام به کارگردانی رولند وی. لی است که در سال ۱۹۳۵ منتشر شد.

## بازیگران
- جرج آرلیس
- مورین اوسالیوان
- ادوارد آرنولد
- سزار رومرو
- لایونل بلمور
- جان کارادین
- کاترین الکساندر
- راسل هیکس
- ماری کینل